# Comuna de Zadzim
Zadzim (polaco: Gmina Zadzim) é uma gminy (comuna) na Polónia, na voivodia de Lodz e no condado de Poddębicki. A sede do condado é a cidade de Zadzim.
De acordo com os censos de 2004, a comuna tem 5416 habitantes, com uma densidade 37,5 hab/km².

## Área
Estende-se por uma área de 144,36 km², incluindo:
- área agrícola: 80%
- área florestal: 14%

## Demografia
Dados de 30 de Junho 2004:
|                      | Total   | Total | Mulheres | Mulheres | Homens  | Homens |
| -------------------- | ------- | ----- | -------- | -------- | ------- | ------ |
|                      | pessoas | %     | pessoas  | %        | pessoas | %      |
| População            | 5416    | 100   | 2665     | 49,2     | 2751    | 50,8   |
| Densidade (pop./km²) | 37,5    | 100   | 18,5     | 18,5     | 19,1    | 19,1   |

De acordo com dados de 2002, o rendimento médio per capita ascendia a 1279,05 zł.

## Subdivisões
- Adamka, Bąki, Bogucice, Bratków Dolny, Charchów Księży, Charchów Pański, Chodaki, Dąbrówka, Dzierzązna Szlachecka, Górki Zadzimskie, Grabina, Iwonie, Jeżew, Kłoniszew, Kraszyn, Małyń, Marcinów, Otok, Pałki, Pietrachy, Piotrów, Ralewice, Ruda Jeżewska, Rzechta Drużbińska, Rzeczyca, Skęczno, Stefanów, Wierzchy, Wola Flaszczyna, Wola Zaleska, Zadzim, Zygry, Żerniki.

## Comunas vizinhas
- Lutomiersk, Pęczniew, Poddębice, Szadek, Warta, Wodzierady